# 루샤드 래너
루샤드 래너(Rushad Rana, 1979년 11월 19일 ~ )는 배우, 텔레비전 배우이다.

## 영화
- 시티 오브 레이크스 (2010년) - 하리쉬 역
- 아이 엠 (2010년)
- 그 남자의 사랑법 (2008년)
- 도르 (2006년)
- 모하바테인 (2000년)